# Skrooge
Skrooge 是KDE中的個人財務管理軟體。是Extragear的一部分。
根據發布的GNU通用公共許可證，Skrooge是自由軟體。

## 外部連結
- Official site（页面存档备份，存于）
- KDE Page on Skrooge（页面存档备份，存于）
- KDE Apps page（页面存档备份，存于）